# 位置演算子
量子力学において位置演算子（いちえんざんし、英: position operator）とは、粒子の位置のオブザーバブルを表す演算子である。
位置演算子の固有値は、粒子の位置ベクトルとなる。

## 序論
1次元では、波動関数の絶対値の二乗 |ψ|2 = ψ∗ψ は、位置 x での粒子を見つける確率密度を表す。
よって粒子の位置の測定の期待値は、
{\displaystyle \langle x\rangle =\int _{-\infty }^{+\infty }x|\psi |^{2}dx=\int _{-\infty }^{+\infty }\psi ^{*}x\psi dx}
その結果、位置に対応する量子力学的な演算子は  で、
{\displaystyle {\hat {x}}\psi (x)=x\psi (x)}
左辺の x の上にあるサーカムフレックスˆは演算子を表し、
この方程式は「いかなる関数 ψ(x) でも演算子 x が作用した結果は ψ(x) の x 倍に等しい」、またはもっと単純に「演算子 x はいかなる関数 ψ(x) でも x 倍する」ということができる。

## 固有状態
位置空間で表された位置演算子の固有関数はディラックのデルタ関数である。
これを見るために、ψ は位置演算子の固有値 x0 に対応する固有状態であると仮定する。
位置座標での固有値方程式は、位置表示では  は単純に関数を x 倍することを考えると、次のように書ける。
{\displaystyle {\hat {x}}\psi (x)=x\psi (x)=x_{0}\psi (x)}
x0 は定数であるが x は変数であるため、ψ は x = x0 以外ではゼロでなければならない。
この規格化された解は、
{\displaystyle \psi (x)=\delta (x-x_{0})}
このような状態は物理的には実現せず、厳密にいえば関数でないが、位置が正確に知ることができる(位置のいかなる測定でも常に固有値 x0 が得られる)「仮想的な状態」と考えることができる。
よって不確定性原理により、このような状態の運動量は全く知ることができない。

## ３次元
３次元への一般化は簡単である。
波動関数は ψ(r, t) で、位置の期待値は次のように書ける。
{\displaystyle \langle \mathbf {r} \rangle =\int \mathbf {r} |\psi |^{2}d^{3}\mathbf {r} }
ここで積分は全空間にわたって行う。位置演算子は次のようになる。
{\displaystyle \mathbf {\hat {r}} \psi =\mathbf {r} \psi }

## 運動量空間
運動量空間において、１次元の位置演算子は次のように書ける。
{\displaystyle {\hat {x}}=i\hbar {\frac {d}{dp}}=i{\frac {d}{dk_{x}}}}